# チュキサカ県
チュキサカ県 (チュキサカけん、Chuquisaca)、とは、ボリビアの中央南部に位置する県である。北側がコチャバンバ県、南側がタリハ県、西側がポトシ県、東側がサンタクルス県とパラグアイ国境になっている。10個の郡で構成されている。
チュキサカ県の行政府所在地はボリビアの憲法上の首都であるスクレ。スクレ市はかつてはチュキサカ市、またはチャルカス市(Charcas)と呼ばれていた。その他の有名な町としては、タラブコがある。
県の北西部はアンデス山脈東側にあたり標高も3,000mを超えるが、南東部はグランチャコの一部でパラグアイ川流域につながる低地帯であり、標高も500m以下である。年間降水量は500mmから1,000mmほどであり、北西部は温暖な気候、南東部は熱帯サバナ気候から温帯夏雨気候となっている。トウモロコシ、小麦、大麦、豆類などを産出する。
2000年代に入り、サンタクルス県などと同様に地方自治の拡大を目的に自治憲章の制定を目指している。

## 古生物学痕跡化石

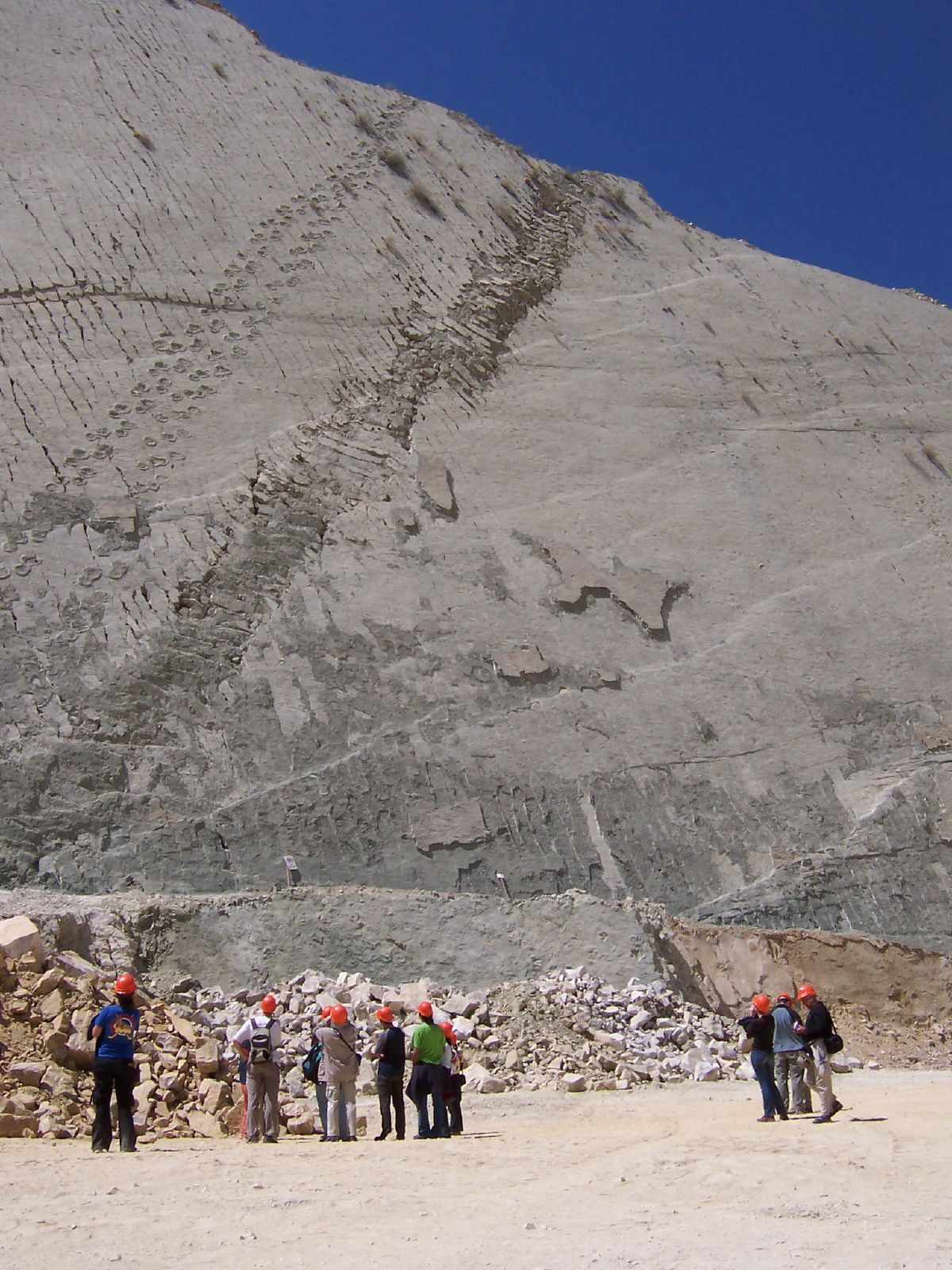
カル・オルコの竜脚形亜目の足跡

チュキサカ県スクレ近郊には「カル・オルコ（Cal Orcko）」として知られる世界有数の恐竜の足跡化石群がある 。その巨大な遺跡は、高さ80メートル（260フィート）の、長さ1,200メートル（3,900フィート）、角度73度の崖の上に位置している。白亜紀後期からの、少なくとも8種の恐竜の足跡が確認されている。これらの足跡は、岩壁が平坦な地面だったときに残されたもので、地殻プレートの変動により岩盤が後に隆起した。カル・オルコは2016年にユネスコ世界遺産に立候補している。
2016年7月、マラグア（Maragua）では、アベリサウルス科に属し体長は約15メートルに達したと考えられている二足歩行肉食恐竜の、直径約1.2メートルの足跡が見つかった。

## 隣接する県
- コチャバンバ県
- サンタクルス県
- ボケローン県
- タリハ県
- ポトシ県

## 下位行政区画
1. Oropeza Province
2. Yamparáez Province

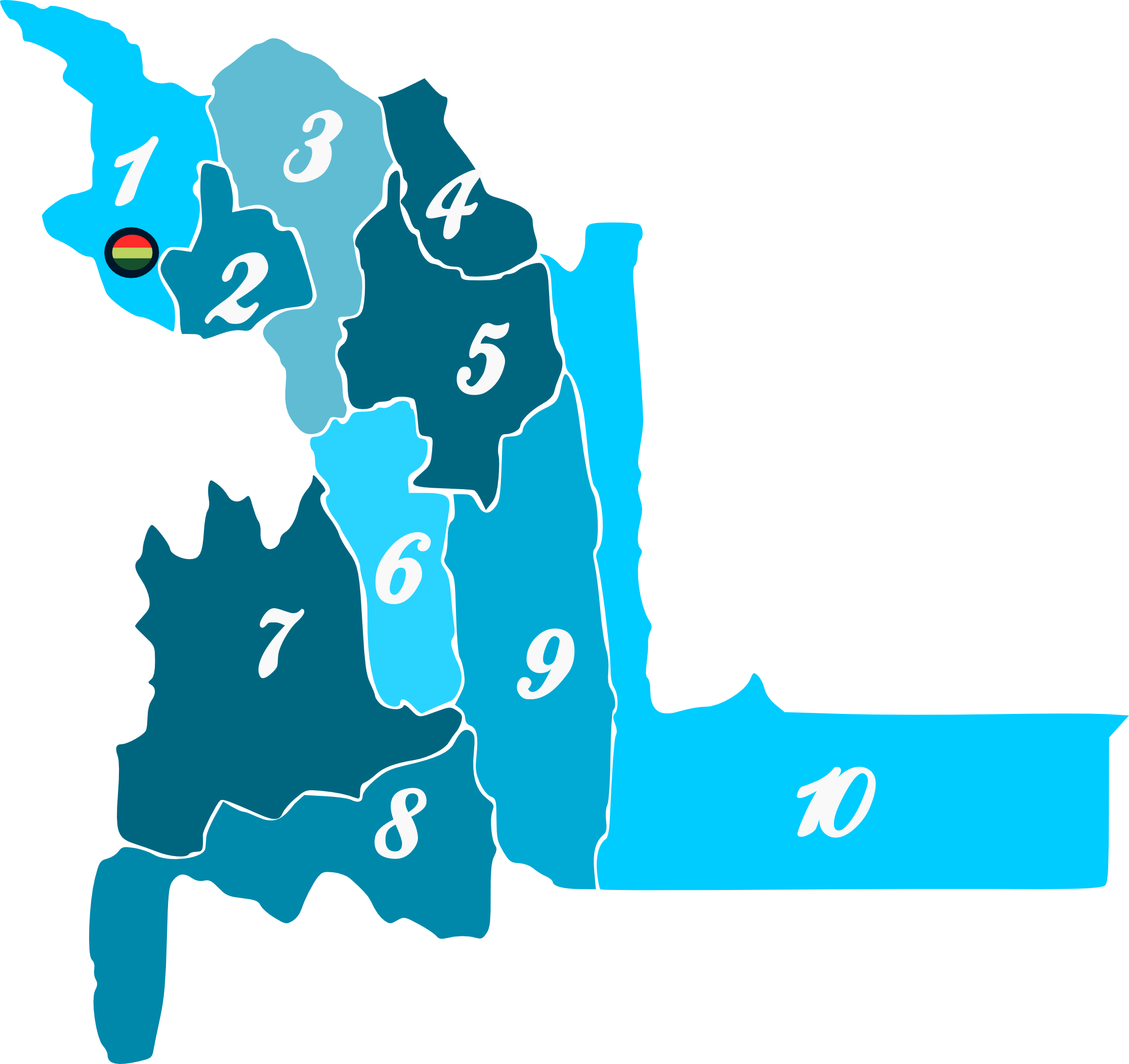
チュキサカ県の郡

3. Jaime Zudáñez Province
4. Belisario Boeto Province
5. Tomina Province
6. Azurduy Province
7. Nor Cinti Province
8. Sud Cinti Province
9. Hernando Siles Province
10. Luis Calvo Province